# Charitostega
Charitostega là một chi bướm đêm thuộc phân họ Tortricinae của họ Tortricidae.

## Các loài
- Charitostega poliocycla Diakonoff, 1988